# Vídeo sob demanda
Vídeo sob demanda (português brasileiro) ou vídeo a pedido (português europeu), também conhecido pelo termo inglês video on demand (VoD), é uma solução de vídeo sobre xDSL, ou outra tecnologia banda larga. Por meio de uma página web na tela da televisão, o assinante pode escolher diferentes tipos de filmes e programas de televisão que estejam disponíveis em VoD. A solução consiste em enviar conteúdos em formato de vídeo, karaokê, jogos, etc. — sob demanda ou continuamente — utilizando redes de banda larga de operadoras de comunicação. Assim, o usuário receberá conteúdos com qualidade de imagem semelhante ao DVD no momento que desejar e sem sair da sua casa. No caso do karaokê sob demanda, o usuário se beneficiará por não precisar adquirir ou atualizar cartuchos de música.

## Vídeo on demand (VOD)
É um sistema de conteúdo em vídeos onde pode escolher o que assistirá através de um catálogo, e consumir esse conteúdo onde e quando quiser. Modelo muito utilizado nos últimos tempos por plataformas que se tornaram populares, como Netflix, YouTube e Prime Vídeo.
O conteúdo dessa forma poderá ser exibido e/ou consumido de duas maneiras, sendo uma delas por meio de maneira online, digamos assim, por precisar de uma conexão na hora exata que o usuário assista o conteúdo. Ocorrendo um fluxo de dados contínuo, onde o vídeo vai sendo carregado na medida que o telespectador assiste o vídeo.
O segundo método, que chamamos de streaming, hoje é o mais utilizado para exibir conteúdo na internet, o que ocorre com YouTube, Instagram, Facebook entre outros.

## Near video on demand
Near video on demand (NVOD) é uma técnica de vídeo pay-per-view usada por redes de televisão multicanais usando banda larga com os dados e imagens enviados por satélite ou TV a cabo.